# Баяндалай
Баяндалай (монг. Баяндалай) — сомон аймаку Умнеговь, Монголія. Площа 10,7 тис. км², населення 2,5 тис. чол. Центр сомону селище Далай лежить за 770 км від Улан-Батора, за 86 км від міста Даланзадгад.

## Рельєф
Поверхня гірська, долинна зі степовими, коричневими, світло-коричневими ґрунтами. Гори Гурвансайхан, Баянцагаан, Ден, Зурамтай та інші. Річок мало.

## Клімат
Клімат різко континентальний. Щорічні опади 100 мм, середня температура січня −15°С, середня температура липня +25°С. Ґрунти переважно степові.

## Корисні копалини
Багатий на кам'яне вугілля.

## Сільське господарство
Станом на 2007 р. 110 тисяч голів худоби.

## Соціальна сфера
Є школа, лікарня, культурний та торговельно-обслуговуючий центри.